# Тразил
Трасил или Тразил (грч. Θράσυλλος, до 406. п. н. е.) је био атински војсковођа и државник, који се истакао крајем Пелопонескога рата. Први пута се појавио у атинској политици у време олигархијског преврата 411. п. н. е. Имао је истакнуту улогу у организацији демократскога отпора у атинској флоти на Самосу. Морнари и војска на Самосу изабрали су га за стратега и тај положај је држао све док није погубљен након битке код Аргинуских острва.

## Истиче се у спречавању олигархијскога преврата на Самосу
Након пропасти сицилијанске експедиције 413. п. н. е. Атина се нашла у огромној кризи. У Атини је извршен олигархијски преврат и успостављена је олигархија четири стотине. Покушали су да изврше и државни удар на Самосу, где је у то време била стационирана велика атинска флота. Демократе на Самосу сазнале су за заверу и обавестили су четири истакнута Атињана, генерале Леона и Диомеда и хоплите Трасибула и Трасила. Уз њихову подршку и подршку атинских војника демократе са Самоса успеле су да спрече заверенике у покушају преузимања власти. 

## Изабран за стратега
Послали су један брод у Атину да би обавестили град о успешном спречавању завере. Када је брод стигао у Атину, посада је ухапшена, а нова олигархијска власт у Атини није била одушевљена победом демократије на Самосу. Војници на Самосу су тада сменили своје генерале и изабрали нове за које су веровали да су истрајнији у подршци демократији. Међу њима су били Трасибул и Трасил. Војска је нагласила да се није побунила против свога града Атине, него да се град побунио против њих. Наставили су да воде рат против Спарте.

## Трасибул чини стратешку грешку
Трасил је неколико година био стратег. Атињани су повукли своје бродове са Хелеспонта да би поново успоставили надмоћ у Егејском мору, али на тај начин умањили су своју моћ на Хелеспонту, па су се Спарти отворила врата за рат на Хелеспонту. Током 410. п. н. е. предводио је атинску морнарицу и покушао је да напада побуњене градове на Лесбосу. Међутим направио је стратешку грешку, па је спартанска флота под заповедништвом Миндара прошла поред њега до Хелеспонта. Трасил је кренуо за Миндаром, а у Сесту је добио појачања. Са значајном спартанском флотом на Хелеспонту угрожени су били кључни трговачки пут и снабдевање Атине житом са Црног мора. Због тога атинска флота није имала много избора, него да следи Миндара. Тразибул је преузео врховно заповедништво над целом атинском флотом.

## Поморске битке на Хелеспонту
У бици код Киносеме Пелопонежани су имали 86 бродова, а Атињани 76 бродова. Код Атињана Тразил је био на левом крилу, а Тразибул на десном. Атињани су победили. Након атинске победе у бици код Киносеме 411. п. н. е. атинска флота је успоставила базу у Сесту, па су могли да брзо одговарају на сваки покрет спартанске флоте из Абида. Спартанска флота под заповедништвом Миндара покушала је да спаси малу савезничку флоту, која је била угрожена код Дардана. Спартанску флоту је напала атинска флота под заповедништвом Трасибула. Била је то битка код Абида 411. п. н. е. Спартанска флота је имала 97 бродова, а то су били Миндарови и Доријејеви бродови. Атинска флота имала је 74 брода. Миндар је заповедао десним спартанским крилом, а Сиракужани су држали лево крило. Азијски део обале Хелеспонта се налазио иза њихових леђа. Код атинске флоте Тразибул је заповедао десним, а Тразил левим крилом. Током дужег времена битка је била неодлучена, међутим долазак Алкибијада са појачањем одлучио је битку. Пелопонежани су били присиљени да побегну у своју базу у Абиду изгубивши око 30 бродова. Трасил није учествовао у бици код Кизика, када је Атина уништила целу спартанску флоту.

## Под демократијом
Током 410. п. н. е. Трасил се вратио у Атину да би регрутовао још војске. Док је он био у Атини спартански краљ Агис II повео је војску на атинске бедеме, настојећи да преплаши Атињане и натера их на капитулацију. Трасил је тада извео атинску војску пред зидине, постројио их и био спреман на окршај са спартанском војском, али Агис II се тада повукао. Атињани су Трасилу због његових заслуга дали 1.000 хоплита, 100 коњаника и 50 тријера.

## Неуспешни поход по Јонији
Током 409. п. н. е. Трасил је кренуо у поход по Јонији са значајним снагама. Узео је 5.000 штитова за морнаре, јер је и њих намеравао да користи као пелтасте у борби. Кренуо је за Самос, па за Пигелу, Нотиј и Колофон. Колофон се предао. Пустошио је Лидију, палећи и пљачкајући. Након тога напао је Ефез, али Тисаферн је на време сазнао за његове припреме за Ефез, па је Трасил био поражен код Ефеза изгубивши око 300 војника. Трасил се онда повукао најпре у Нотиј, па касније у Лампсак на Хелеспонту, где је била остала атинска војска. Доналд Каган сматра да је Трасил губио време пљачкајући, а могао је да предузме одлучнију акцију и брзо заузме Ефез.

## Акције на Хелеспонту
У Лампсаку остала атинска војска није хтела да се постројава са Трасиловом војском, јер је Трасилова војска била поражена. Напетост између две групе војника смирила се тек након напада на Абид и победе над Персијанцима у бици. Уједињена атинска војска успела је да током 408. п. н. е. преотме Халкедон, Бизантиј и друге градове на Хелеспонту. Трасил је током тога периода заповедао са мањим јединицама у неколико операција. Након тога вратио су се у Атину, заједно са већином команданата. Алкибијад се тада тријумфално вратио у Атину.

## Атинска флота блокирана на Лезбу
Током 407/6. п. н. е. није био стратег, али поново је постао стратег 406. п. н. е. након атинскога пораза у бици код Нотијума. Због тога пораза Алкибијад је био смењен. Трасил је једно време био у Атини, а Конон је отишао на Самос да преузме заповедништво над атинском флотом. Конон је имао почетних успеха приликом напада на непријатељску територију, али Спарта је успела да обнови флоту уз велику персијску финансијску подршку. Конон је био заповедник атинске флоте на Самосу. Суочио се са потешкоћама па је успео да опреми само 70 трирема, иако је имао на располагању више од 100 трирема. Спартанци под заповедништвом Каликратиде имали су на располагању 170 трирема, па су блокирали у Митилени на Лезбу атинску флоту под заповедништвом Конона. Каликратида је заузео луку и блокирао је и са копнене и са морске стране Конона у Митилени, тако да је он једва успео да пошаље поруку у Атину да је блокиран.

## Битка код Аргинуских острва
Када су Атињани сазнали за блокаду Кононове флоте у Митилени одлучили су да их ослободе и да због тога пошаљу 110 трирема. Као посаде бродова узели су и робове и метеке. Атинска благајна била је празна, па су истопили и златну стату Нике да би имали довољно новца за флоту. Атинском флотом заповедало је осам генерала: Трасил, Аристократ, Аристоген, Диомедон, Ерасинид, Лисија, Перикле Млађи и Протомах. Отпловили су до Самоса, и ту су од Самоса и осталих савезника добили још 40 бродова, тако да су укупно имали 150 бродова. Две флоте сукобиле су се код Аргинуских острва 406. п. н. е. Атињани су поделили своју флоту на осам аутономних делова, а поред тога флоту су распоредили у две линије. Трасил је заповедао крајњим десним крилом. Атињани су победили у поморској бици.

## Након битке
Одмах након победе у бици атински генерали требало је да одлуче шта да учине. Конон је још увек био блокиран у Митилени. Блокирала га је мања спартанска флота од 50 трирема под заповедништвом Етеоника. Постојала је шанса да би наглом акцијом могли да потопе Етеоникову флоту пре него што они сазнају и побегну одатле према остатку Каликратидине флоте. У исто време требало је покупити преживеле посаде са 25 атинских бродова потопљених крај Аргинуских острва. Генерали су одлучили да њих осам са већином бродова крену према Митилени и да покушају да потопе Етеоникову флоту. Тразибула и Терамена, који су тада имали само дужност тријерарха , оставили су са мањим бројем бродова да спасе преживеле са потопљених атинских бродова. Јака олуја спречила је остварење обе те намере. Спартанска флота побегла је из Митилене. С друге стране сви морнари су се подавили. Нису могли да их спасу. Процене су да се подавило од 1.000 до 5.000 атинских морнара.

## Оптужено 8 генерала
У Атини је дошло до оштре политичке расправе ко је крив за смрт преко 1.000 морнара. Када су генерали сазнали да је народ љут и да тражи кривце они су сумњали да су Терамен и Трасибул потпалили против њих народну скупштину. Терамен и Трасибул су се први вратили у Атину, па су заиста имали времена да окриве остале и да са себе сперу сву кривицу. Трасил и остали генерали написали су писмо и оптужили су Терамена и Трасибула. Пошто су њих двојица били добри говорници, они су се успешно одбранили, па је народни гнев окренуо против осталих генерала. Одмах је смењено свих осам генерала и наређено им је да се врате на суђење у Атину. Аристоген и Протомах су одлучили да беже, а осталих шест је дошло у Атину на суђење. Међу њима је био и Трасил. Одмах су их похапсили. Једнога од њих Ерасинида одмах су судили и осудили. Ерасинид је био најлакша мета, јер је за време дискусије генерала након битке предлагао да напусте преживеле са потопљених бродова.

## Генерали осуђени на смрт
Питање како да се суди генералима изнесено је пред народну скупштину. Првога дана јавне расправе генерали су успевали да објасне да је олуја била главни кривац за несрећу. Други дан јавне расправе поклопио се са празником апатурије, када се породице иначе окупљају, па је у том контексту губитак толиких живота постао изразитији. Када се скупштина опет састала предложено је да се оштрије поступи са генералима. Политичар Каликсен је предложио да скупштина одмах гласа о кривици генерала без даљње расправе. Изгласано је да је свих 6 генерала криво, осуђени су на смрт и убијени. Тако је страдао Трасил.